# 前248年4月24日日食
前248年4月24日日食是一次全食帶起於中國青海，經過甘肅、內蒙古、蒙古國東部、俄羅斯遠東的阿穆爾州、薩哈共和國、北極海，最終結束於丹麥格陵蘭島北部的日全食。

## 文獻記錄
中國史書《史記》記載，戰國時期「秦莊襄王二年，日蝕」，經後人推算，西元前248年4月24日中國時區上午7點31分，曾發生一次日全食，在現今的陜西省西安市一帶可見食分0.93。

## 基本參數
- 類型：全食

- 沙羅周期序號：73
- 日期：前248年4月24日（儒略曆）
- 時間：3時55分23秒 (UTC)
- 地點：北緯59.4°，東經126.5°
- 食分：1.0211
- 太陽高度：30°
- 月球本影路經寬度：143公里
- 全食持續時間：1分23秒